# Barrio Los Nísperos
Los Nísperos es uno de los sectores que conforman la ciudad de Cabimas en el estado Zulia (Venezuela). Pertenece a la parroquia Rómulo Betancourt.

## Ubicación
Se encuentra entre los sectores  Cumarebo al norte,  las Parcelitas al este (Av 42), Barrio Nuevo y Barrio Punto Fijo II al sur (carretera K) y  2 de mayo al oeste (Av 34).

## Zona Residencial
Los nísperos recibe su nombre del árbol del níspero Manilkara huberi, muy común en Cabimas y que da sombra y frutos dulces. Es una zona no planificada de viviendas humildes, cruzada por callejones sinuosos, con casas de patios grandes.

## Transporte
La línea Nueva Rosa de la Nueva Cabimas, sigue por la carretera de la 32 hasta la 42, sigue la 42 hasta la J y regresa por la 41 hasta la K.